# ギオルギ8世 (ジョージア王)
ギオルギ8世（グルジア語: გიორგი VIII、グルジア語ラテン翻字: Giorgi VIII、1415年から1417年の間 – 1476年）は、15世紀バグラティオニ朝の王。最初は父アレクサンドレ1世の副王（1433年–1442年）、続いて兄ヴァフタング4世の副王（1442年–1446年）を務め、1446年にジョージア王となった。即位時にはすでに内戦によって王国の分裂に巻き込まれており、政敵に敗れた後はジョージア東部カヘティのみが支配地として残り、1466年にカヘティ王国の王ギオルギ1世として即位した。

## 生涯

### 生い立ち
ギオルギはジョージア王アレクサンドレ1世の第三王子として誕生。ギオルギの母親はイメレティ王アレクサンドレ1世の娘タマルであった。ギオルギは兄たちとともに王宮で教育を受けた。ギオルギの名は、1417年以降の王室の文書に、王子として登場している。ギオルギの名は、1417年9月29日、1419年9月22日、1424年1月6日、1427年、1428年1月21日の勅許状に、父親とともに記載されている。ただし王室の一部文書では、同期間で兄弟の名が記載されているにもかかわらず、ギオルギの名が登場しないものも存在している。
父アレクサンドレ1世は1431年にロリ地方を奪うなど、その治世中に多くの成功を収めた。アレクサンドレ1世はジョージア王国の中央集権化を進め、ジョージア正教会に対する王権の支配強化を試み、将来のカトリコスとしてまだ幼い第四王子ダヴィトを教会に差し向けた。

### アレクサンドレ1世の治世と副王

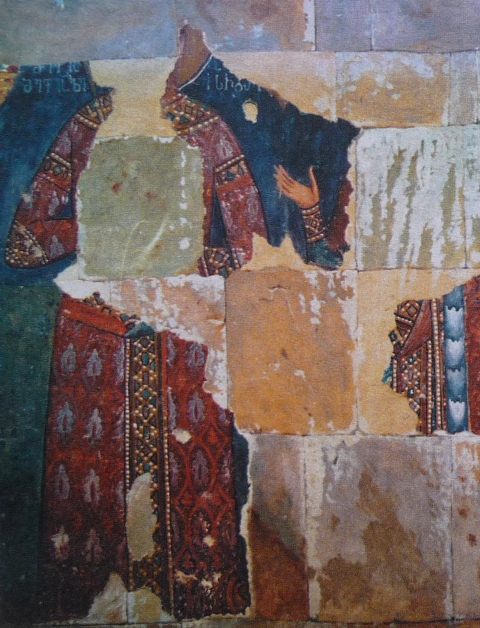
ギオルギは1433年以降、父の決定により副王の地位に就いていた。

1430年代、アレクサンドレ1世はジョージア王国の中央集権化を進め、反抗的なトビリシの大領主を罰する等の統治を行った。アレクサンドレ1世は多くの貴族の領地を没収し、1433年に息子4人――第一王子ヴァフタング、第二王子ディミトリ、第三王子ギオルギ、第五王子ザアル――を副王とし、王権の一部を委ねることを決定した。歴史学者キリル・トゥマノフによると、アレクサンドレ1世は東ローマ帝国の体制に触発されて息子たちと権力を分かち合い、王国の日常の管理を息子たちに任せたとしている。この説は、18世紀に王家に質問を行ったヴァフシティ・バグラティオニによって大部分が否定されていた内容である。アレクサンドレ1世は王国の軍事的拡大とともに、数世紀にわたる戦争によって破壊された多くの都市の復興を支援した。
ジョージア王国の副王として、ギオルギはローマ教皇エウゲニウス4世による2つの公会議――1438年のフェラーラ公会議、1439年のフィレンツェ公会議――にジョージア王国の代表委員を派遣した。アレクサンドレ1世は、息子たちが2つの公会議に参加し、サメグレロ公国およびサムツヘ公国の関係についてバランスを調整するよう指示した。当時サムツヘ公国は独立のため東ローマ帝国の支援を受けたいと考えていた。
1439年、アレクサンドレ1世は重病になり、息子たちが王国の管理を担当した。医者の間では助かる見込みは薄かったものの、1440年に健康を回復した。だがこのとき、王国内の権限はアレクサンドレ1世の手に負えないものとなっていた。影響力のある貴族たちは王国の分裂を推し進め、4人の王子たちはそれぞれ独立して動き、アレクサンドレ1世の命令に従うことを拒否した。この分裂によって王国評議会は黒羊朝のジャハーン・シャーによる侵入を防ぐ戦略を決議できなくなるという深刻な事態に直面し、結果として2,000人近いジョージア人が虐殺されることとなった。
息子たちの野心により王国を支配できなくなったアレクサンドレ1世は1442年に退位、修道院に隠居した。アレクサンドレ1世は退位の直前、アレクサンドレ1世の弟バグラトの娘であるネスタン＝ダレジャンとギオルギとの結婚式を取り仕切った。トビリシにあった王冠は第一王子ヴァフタングに委ねられ、弟のディミトリおよびギオルギとともに王国を統治した。最も若い第五王子ザアルは、その後の歴史から姿を消している。アレクサンドレ1世は1446年に崩御した。

### ヴァフタング4世の後継

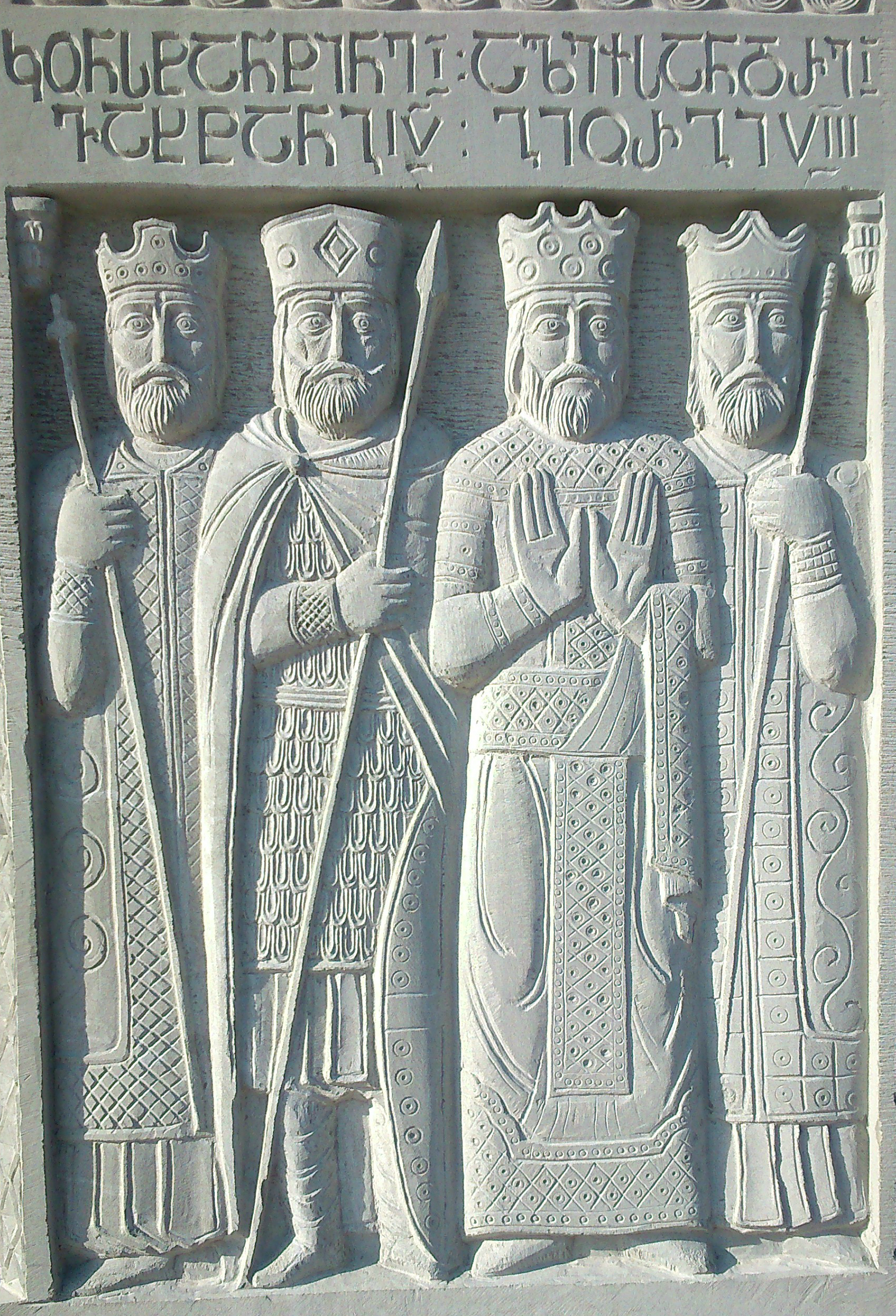
ジョージア王のレリーフ。左からコンスタンティネ1世、アレクサンドレ1世、ヴァフタング4世、ギオルギ8世

アレクサンドル1世の退位後、ヴァフタング4世は「諸王の王」として跡を継いだ。この称号は、ヴァフタング4世の弟よりも優先権が高いことを示すものであった。その一方、ディミトリおよびギオルギは王国の特定地域における王権を保持したままであったが、彼らの称号を示す明確な史料は残されていない。歴史学者のキリル・トゥマノフとドナルド・レイフィールドはディミトリとギオルギについて、副王としての任命は維持されたままであるとしているが、『ジョージア年代記』は彼らを「ムタヴァリ」（グルジア語: მთავარი、グルジア語ラテン翻字: Mtavari、「王子」「親王」「公爵」の意）とのみ記述している。歴史家ヴァフシティ・バグラティオニによると、ギオルギが兄ヴァフタング4世によって副王の地位にあったのは1445年までであるとしている。またヴァフシティ・バグラティオニは、総主教アントン1世による「歴史についての談話」においてヴァフタング4世の治世中のギオルギに言及があり、王国の大部分を支配したと述べている。

カヘティ、チャリやカキといった小国を持つヘレティ、現在はハジ・チャラビーが統治しているシャキ、首都をシャマフに置くシルヴァンがあり、ヴァフタング4世は彼（ギオルギ）に王の称号ではなく、ムタヴァリの称号を授けた。

19世紀の作家でジョージアの王族でもあるダヴィト・バクラティオニによると、ヴァフタング4世はギオルギに対して、カスピ海のデルベントを含むコーカサス北東部を領土として割り当てたと記述している。一方でヴァフシティ・バグラティオニは、ギオルギの領土について異なる表現をしている――北はシスコーカサス、西はアラグヴィ川からリロ山（イオリ高原）、南はムツクヴァリ川、東はカスピ海。ディミトリはヴァフタング4世とジョージア西部およびカルトリを統治していた。ヴァフタング4世の治世は短く、子供を残すことなく1446年12月に崩御した。謎めいた状況ではあったが、おそらくヴァフタング4世の遺志に従い、ギオルギが王冠を継承することとなった。弱いディミトリはジョージア西部に追いやられた。なお18世紀に書かれたジョージア君主に関する公式年代記では、1452年までディミトリを正当な王として認めている。またいくつかの王室文書には、ギオルギ8世の治世が1446年12月25日に始まったことを示すものがある。
当時のジョージア軍は1444年のテュルク人侵攻を撃退したことにも示されるように、アレクサンドレ1世の改革以来強力なままであった。ギオルギ8世の外交活動から、当時は王の権限により7万人を招集することができたと推定されている。この20年後、4万人のテュルク軍が国土を荒廃させることになるが、この当時は強大な軍事力を有していた。この力はオスマン帝国によって包囲されつつある正教会の世界では戦略的に機能した。
1451年には東ローマ帝国の外交官ゲオルギウス・スプランツェースが、皇帝コンスタンティノス11世パレオロゴスの后となる人物を求めてギオルギ8世を訪問した。ギオルギ8世は娘のマリアムを東ローマ皇帝に嫁がせることには同意したが、金銭的な詳細で衝突が発生した。東ローマ帝国は持参金を要求したが、ジョージアは伝統として花嫁にふさわしい価格を要求することから、ギオルギ8世は交渉において東ローマ帝国の村を求めた。最終的にギオルギ8世は56,000ドゥカートと宝石、高級家具、儀式用の衣服、そして毎年3,000ドゥカートの年金を東ローマ皇帝に支払うことで合意した。この金額はジョージアの経済を台無しにする可能性があった。また当時、オスマン帝国は東ローマ帝国の首都コンスタンティノープルを包囲する準備を始めていたが、東ローマ帝国と手を組む可能性のある潜在的同盟国は早めに排除したいと考え、1451年にアブハジアの海岸を急襲し現地のジョージア軍に壊滅的な打撃を与えた。1453年、オスマン帝国がコンスタンティノープルを攻略して東ローマ帝国を滅ぼした。ギオルギ8世の娘マリアムがトビリシを出発する前に東ローマ帝国が滅亡したことで、この結婚プロジェクトそのものが消滅した。

### 最初の障害
ギオルギ8世は即位以降、独自の軍事力を保持し外交政策を展開しているサメグレロ、グリア、サムツヘといった力の強い公国の独立主義に直面することとなった。ギオルギ8世は公式にはジョージア全土の統治者として国を治めたが、実際の支配はカルトリに限られていた。1447年、サムツヘ公国において、アタベグのアグブガ2世に対し弟のクヴァルクヴァレ2世が反乱を起こし、内戦が勃発した。ジョージア王国はアグブガ2世を支援した。アグブガ2世はトビリシに避難し、1451年に没するまでギオルギ8世によってサムツヘの領主として認められ続けた。アグブガ2世の死後、ギオルギ8世はクヴァルクヴァレ2世の宰相の説明を聞き入れ、クヴァルクヴァレ2世にアタベグの称号を認めた。ただしジョージア王国とサムツヘ公国の緊迫した関係を改善するには至らなかった。
当時自治領主として統治していたクヴァルクヴァレ2世は、独裁的な統治者としてジョージア王国から完全に独立する方針を取った。クヴァルクヴァレ2世はヴァルジアと王領を奪い、ギリシャ正教会の府主教の助けを借りてエルサレムとアンティオキアから聖職者を招聘し、サムツヘ正教会を独立正教会として宣言した。そしてギオルギ8世およびジョージアのカトリコス総主教ダヴィト4世の名が祈りの言葉から削除され、クヴァルクヴァレ2世はアツクリの主教を総主教に昇叙させた。この動きに対してダヴィト4世は、サムツヘ正教会を認めたすべての司祭を破門し、地元のジョージア人に対してサムツヘ正教会に接触しないよう指示した。サムツヘの司祭らは財政難を恐れ、アツクリの主教は独立正教会を設立する動きから身を引き、再びムツヘタの主教として叙任された。独立を目指すクヴァルクヴァレ2世にとって、これは戦略的敗北となった。
1452年または1453年、ディミトリは狩猟中に馬の事故で死亡した。これによりギオルギ8世は副王を置かない、ジョージア唯一の王となった。ディミトリの息子コンスタンティネはギオルギ8世の保護下に置かれ、兵学の教育が施された。

### ジョージア唯一の王

#### 不安定な平和
ディミトリの死後、ギオルギはジョージア唯一の王に君臨した。ギオルギはジョージアの君主としての伝統的な称号「アブハジア、カルトリ、アラン、カヘティ、アルメニアを統べる2つの玉座と王国の主であり、主権者である諸王の王、ニムロドの子孫たるシルヴァンにしてシャーハンシャー」を有した。
ギオルギ8世の戴冠式は宗教上の首都であるムツヘタで開催された。弟であるカトリコス総主教ダヴィト4世によって祝福を与えられ、式典には全ジョージアの主教たちが出席した。ギオルギ8世はその後、ジョージア西部の貴族たちと同盟を結んだ。1455年には野心的な考えを持っていた従弟のバグラトをサモカラコのエリスタヴィに任命し、イメレティの支配権を与えた。
ジョージア唯一の王となったギオルギ8世がまず直面したのは、カスピ海地方でイスラム教徒を領民とするシルヴァンでの、ジョージアの封臣の反乱であった。地元のシルヴァンシャーであるカリルラ1世は独立国となることを目指し、ジョージア王国への朝貢を止めた。ギオルギ8世はシルヴァンを軍を送り込み、カバラを包囲してジョージアの下に戻るよう強制した。この結果、シルヴァンは王国に敬意を表し、再び従属した。
1456年、白羊朝スルタンのウズン・ハサンが初めてジョージア王国に侵攻、ソムヒティを破壊し、オルベティ城塞を包囲した。地元の領主はウズン・ハサンへの服従を申し出て援助を行ったことから、その領地は侵攻から救われることとなった。ウズン・ハサンはその後、カルトリを壊滅的な状態にし、ムフラニの街を占領した後、自国へと帰還した。

#### 十字軍の準備

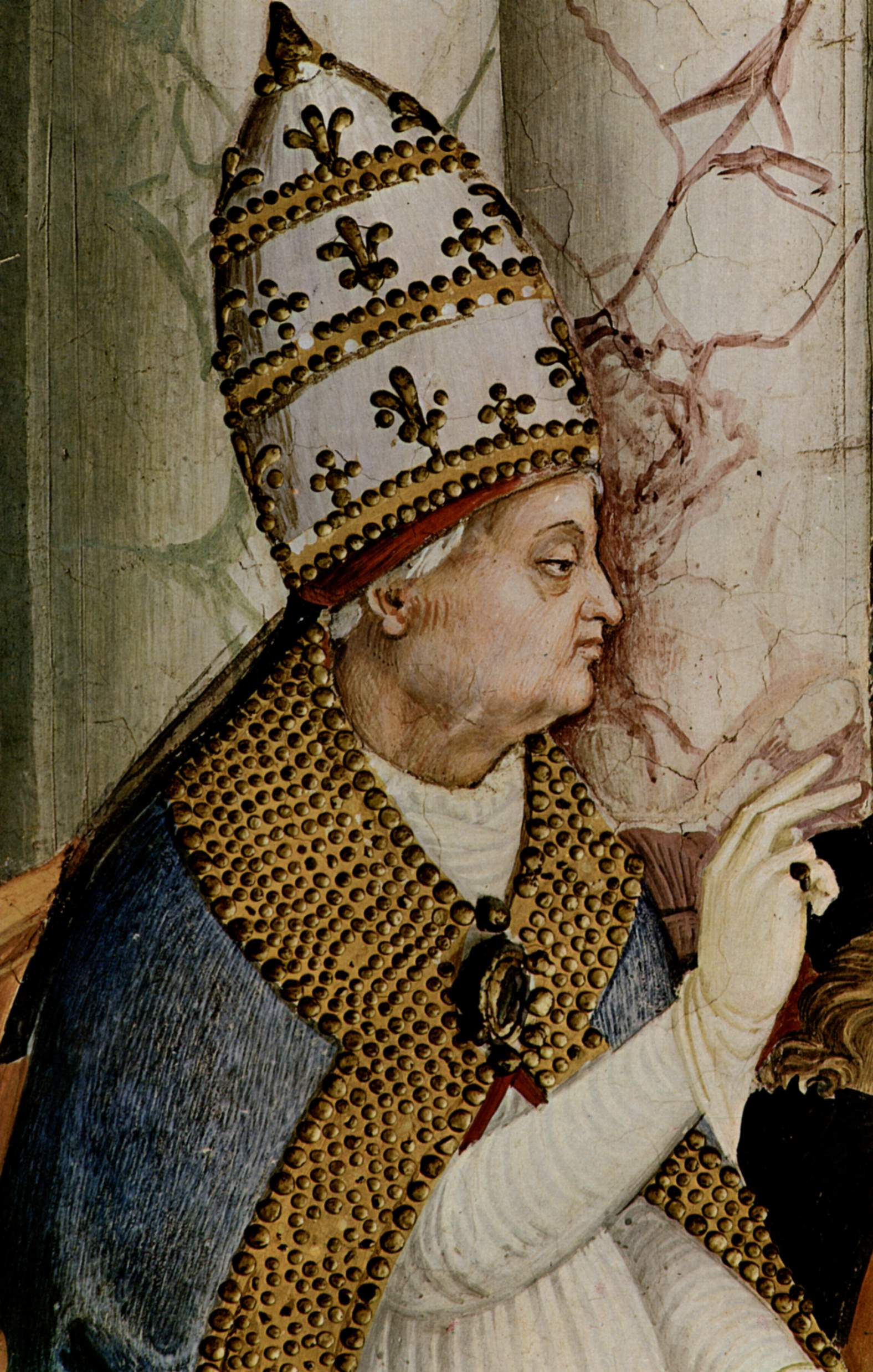
教皇ピウス2世は十字軍遠征プロジェクトを支援した。

コンスタンティノープルの陥落により、ジョージアはヨーロッパとの交流から隔絶されることとなった。ヨーロッパは新たな地政学的問題に直面した。オスマン帝国のメフメト2世の権力の台頭は、ヨーロッパのカトリックによっての新たな共通の敵を生み出す可能性となった。ジョージアを取り巻く状況の劇的な変化は、ジョージアの王と貴族が団結せざるを得ない状況を作り出した。そして1459年、ジョージア王国とサムツヘは休戦協定を締結した。ギオルギ8世はその後、イスラム世界に反発し、十字軍の中心となって反撃する機会を伺った。
1452年、教皇ニコラウス5世はオスマン帝国からコンスタンティノープルを奪う計画を立ち上げたが、1455年4月に教皇が死去したことで、この計画は終了となった。1456年、カリストゥス3世の教皇特使ルドヴィコ・ダ・ボローニャがジョージアを訪問し、ジョージア王国とジョージア正教会に関する包括的な報告書を作成してローマに提出した。ボローニャは報告書において、住民の敬虔さと、地域の内戦によって引き起こされた深刻な状況を強調した。この報告の後、教皇庁は使節の派遣をギオルギ8世に要請。1459年9月、新教皇ピウス2世はオスマン帝国に対する十字軍遠征を主張した。1459年11月からはギオルギ8世、クヴァルクヴァレ2世、ピウス2世、ヴェネツィアのパスクアーレ・マリピエロ公、ブルゴーニュのフィリップ3世公の間での定期的な情報連携が始まった。
ギオルギ8世は十字軍計画の一環として、合計12万人（一部の情報源によると14万人）の兵士を動員することを約束した。内訳はジョージア本国から4万人、ジョージアの保護下にあったトレビゾンド帝国から3万人、アルメニアから2万人、サムツヘから2万人、サメグレロから1万人であった。その他、グリアからの支援としてアナコピアの港から船舶30隻が想定され、また白羊朝のウズン・ハサンがオスマン帝国の都市ブルサの領有権を主張していたことから分遣隊の派遣も期待された。ジョージア王国による十字軍の想定計画は、ジョージア軍がアナトリアへ侵攻、クヴァルクヴァレ2世の部隊がパレスチナに向かって前進し、ヨーロッパの諸国はギリシャで別の戦線を開くというものであった。
1460年、トビリシのニコラス主教とサメグレロのカサダン・カルチハンがジョージア、アルメニア、トレビゾンド、ペルシャの各国使節を連れてヨーロッパに向かい、ウィーンで神聖ローマ皇帝フリードリヒ3世と会談した。続いて使節団はヴェネツィアを訪問して議会の歓迎を受け、フィレンツェではカトリック評議会に出席した。そして使節団はローマで教皇ピウス2世と会談した。このとき、ピウス2世はギオルギ8世を「ペルシャの王」、サモカラコのバグラト公を「イベリアの王」と呼ぶ間違いを起こしている。ローマにおいて教皇ピウス2世は、軍事援助を確保するため、ヨーロッパ全土に使節を送った。
1461年5月、使節団はフランス王シャルル7世との会談のためパリに移動したが、シャルル7世は病床に伏しており、重要な決定を下すことができなかった。サントメールでジョージアの使節はブルゴーニュのフィリップ3世公と会談したが、フィリップ3世は十字軍遠征によって不在となった場合の公位の行方を恐れて、十字軍への参加に消極的であった。ヘントではブルゴーニュの貴族の代表と会談を行ったが、戦争による利益で彼らを納得させることはできなかった。8月11日、使節団はフランスのルイ11世の戴冠式に出席するためパリに戻ったが、ルイ11世はフランス国内の問題に直面しており、いかなる軍事作戦にも参加することを拒否した。
ヨーロッパ諸国の君主たちが参戦を拒否したことにより、十字軍の計画は失敗となった。ジョージアの使節は帰国し、次の言葉を述べた。

時機を得ることができなくば、ヨーロッパはウィーン門でトルコ人を見ることになる。

#### トレビゾンドの崩壊

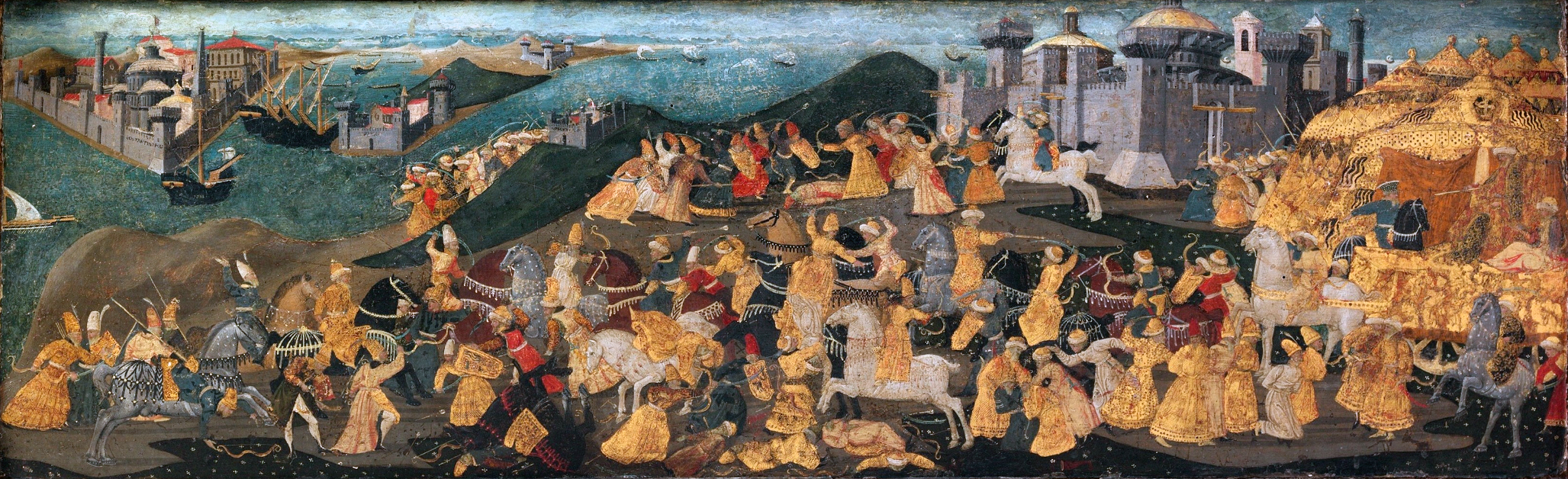
アポロニオ・ディ・ジョヴァンニ作『トレビゾンドの征服』

隣接するトレビゾンド帝国はコンスタンティノープルの陥落後の、東ローマ帝国最後の拠点であった。ギオルギ8世の祖先であるタマルの支援を受けて1204年に黒海沿岸で建国されたこの国は、ジョージア王国にとって最も近い同盟国の一つであった。ギオルギ8世の妹と結婚したヨハネス4世は、青年期に両親と対立してジョージアへ逃れ、ジョージアの王宮で暮らしていた。ギオルギ8世はヨーロッパ諸国との連携において、トレビゾンド帝国の軍が次の十字軍に参加することを約束した。
ジョージア王国とトレビゾンド帝国の密接な同盟関係は、東ローマ帝国を征服したメフメト2世にとって不愉快なものであった。コンスタンティノープルと同じ運命になることを恐れたヨハネス4世は、ギオルギ8世に軍事的援助を求めた。オスマン帝国は、トレビゾンドの街が複雑な城壁によって堅固に守られていることから、ジョージア王国の艦隊が出動してしまえば帝国の首都を救うことができてしまうと理解していた。オスマン帝国に仕えたコンスタンティン・ミハイロヴィチはギオルギ8世に脅しをかけ、ギオルギ8世がトレビゾンドの支援に動くのを妨害するために、メフメト2世がジョージアに侵入したと述べている。オスマン帝国はリオニ川とシスコーカサスの山々まで前進し、クタイシを攻撃する可能性を示した。
1460年9月14日、ジョージアの使節がまだヨーロッパにいた間、メフメト2世はトレビゾンドを包囲した。ヨハネス4世の後を継いだトレビゾンド皇帝ダヴィドは、隣接する同盟国からの助けを待ち続けたが、とうとう1461年8月15日にトレビゾンドは降伏し、東ローマ帝国系の最後の王朝として存在していたトレビゾンド帝国は滅亡した。ミカエル8世パレオロゴスによるコンスタンティノープルの再征服から、ちょうど200年後の出来事であった。皇帝ダヴィドの妻エレナ・カンダクジノスは、メフメト2世の怒りから逃れてジョージアに避難した。数年後、ダヴィトの唯一の生き残りの子ゲオルギオス・コムネノスがコンスタンティノープルの牢獄から解放され、ギオルギ8世のもとに避難した。

#### イメレティの反乱

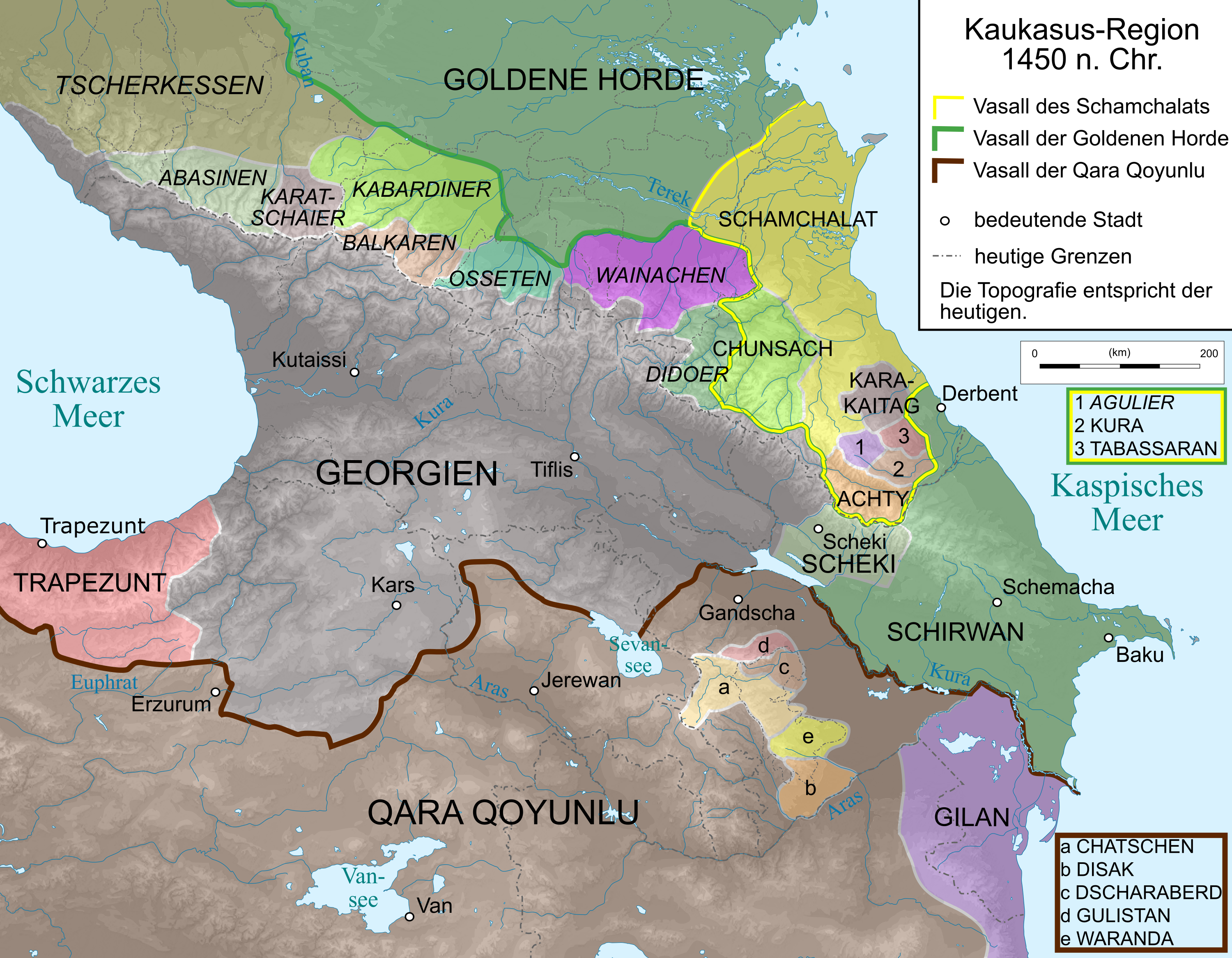
ギオルギ8世の時代のジョージア王国の版図

ジョージア国内の一体性は、ギオルギ8世の使節団の失敗によって消滅した。サムツヘ公国のクヴァルクヴァレ2世は形式上はギオルギ8世の臣下であり同盟者であり続けたが、サモカラコのバグラト公を唆して反乱を促すようになった。バグラトはバグラティオニ朝の継承権を有しており、1401年にイメレティ王国の王コンスタンティネ2世が倒されイメレティがジョージア王国に吸収された後、コンスタンティネ2世の傍系の筆頭となるのがバグラトであった。そしてバグラトはイメレティの王としての継承権を主張した。バグラトはギオルギ8世の従弟であり、イメレティの貴族はバグラトの独立主義を疑問視していたものの、ジョージア西部の貴族からの期待は高かった。
バグラトはサムツヘ公国に加えて、サメグレロ公国のリパリト1世ダディアニ、グリア公国のマミア・グリエリ、そしてアブハジア公国とスヴァネティ公国と同盟を結び、ジョージア王国への納税義務から解放することを約束した。そしてバグラトの反乱軍はジョージア西部の貴族たちとともにイメレティ全域で大多数の城塞を占領した。ギオルギ8世はサモカラコ公国の廃し、介入することを決定した。1463年、ギオルギ8世はリヒ山脈を越え、サムツヘ公国に軍事支援を求めた。ギオルギ8世はサムツヘの忠誠心を確信していた。クヴァルクヴァレ2世も軍を率いてイメレティに入ったが、戦闘地域から遠い場所に陣営し、どちらが勝者になるかを様子を伺った。この動きは、独立派への直接的な援助であると見なされている。
1463年8月、ギオルギ8世の王国軍は、バグラト率いる反王国の貴族連合と衝突し、王国軍の決定的敗北で終わった（チホリの戦い）。ギオルギ8世はカルトリに撤退し、忠誠が不十分と思われる貴族を厳罰に処した。バグラトはジョージア西部で最大の都市クタイシを奪い、サメグレロ、グリア、アブハジア、サムツヘ、スヴァネティの上級貴族の前で「バグラト2世」としてイメレティ王に戴冠したが、その権力は盤石なものではなかった。チホリの戦いはジョージア王国の崩壊の始まりを示していた。ジョージアの王がその後、ジョージア全土を支配することはなかった。

#### サムツヘとの戦争

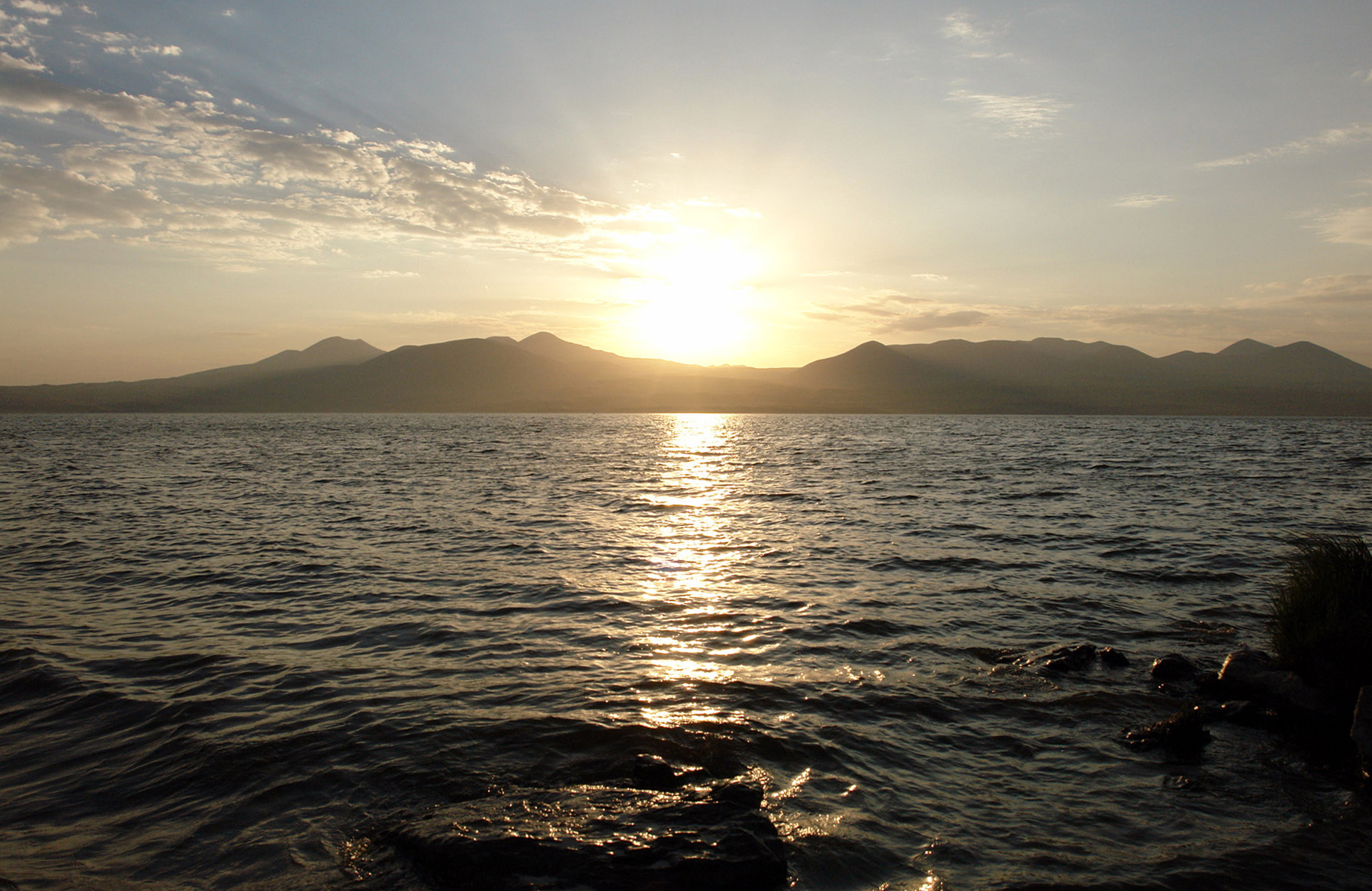
ギオルギ8世とクヴァルクヴァレ2世の最後の戦いは、パラヴァニ湖の近くで行われた。

サムツヘ公国のクヴァルクヴァレ2世は、ジョージア王国から独立する計画を再び開始した。クヴァルクヴァレ2世はギオルギ8世への宣戦布告の前に、アハルツィヘで独自の通貨を鋳造した。この通貨は法令で「メペ」（グルジア語: მეფე、グルジア語ラテン翻字: mepe、「王」を意味する）と名付けられた。クヴァルクヴァレ2世は白羊朝ウズン・ハサンの助力を得て、1462年（1461年あるいは1463年とする説もある）にギオルギ8世を破ってロリ地方を占領した。この攻撃中、白羊朝がサムツヘを荒らし回って破壊・略奪を繰り返したことから、ギオルギ8世はクヴァルクヴァレ2世に抗議の意を示した。
ギオルギ8世はクヴァルクヴァレ2世への報復を決意した。アタベグであったバグラト2世がイメレティ王として戴冠したことを知らされたギオルギ8世は、サムツヘに侵攻した。サムツヘの諸貴族はクヴァルクヴァレ2世の独裁的な統治を恐れ、ギオルギ8世は地元のほとんどの貴族から支持を受けた。イメレティのアタベグは一時的に、バグラト2世とともに避難することを余儀なくされた。ギオルギ8世が領地を不在にしたことで、ウズン・ハサンがジョージアに向かうための道が開かれた。ウズン・ハサンは1463年に将軍タヴリーズ・グイラックとティムールを派遣し、カルトリを破壊・略奪した。ギオルギ8世の軍は侵略者に向かって急ぎ反撃をしたが敗北し、その結果テュルク人がジョージア東部を荒廃させた。王国は状況をコントロールすることができず、東部領地のシルヴァン、アラン、モヴァカンは王国の支配を離れた。
その間クヴァルクヴァレ2世はバグラト2世の軍とともに、領地を回復するためにサムツヘへと向かった。アハルツィヘを奪還後、クヴァルクヴァレ2世はサムツヘの貴族たちを厳罰に処し、敵に回った貴族を処刑した。ザザ・パナスケルテル＝ツィツィシヴィリはジョージア王国に避難し、王室顧問となった。クヴァルクヴァレ2世はグリア公国のマミア・グリエリ公の助力を得た上で、忠誠心のない貴族の領地を取り上げ、代わりにアチャラとチャネティを与えることで、ジョージア西部の結びつきを弱めることを狙った。
1465年、ギオルギ8世は暗殺未遂に遭い、廷臣イオタム・ゼドゲニゼが凶刃に倒れた。ギオルギ8世はゼドゲニゼの献身に敬意を表し、ゼドゲニゼの息子たちに貴族の昇進させ、カルトリの多数の城塞とゴリのモウラヴィの地位、そして「カルトリの大元帥」の称号を与えた。この事件の後、ギオルギ8世はアラグヴィ公国と同盟を結び、再びサムツヘに侵攻することを決めた。
ギオルギ8世は2回目の暗殺未遂とクヴァルクヴァレ2世との交渉失敗を受け、その翌日にパラヴァニ湖で衝突した。戦いはジョージア王国軍が勝利したが、バグラト2世はクヴァルクヴァレ2世の衛兵に包囲された。バグラト2世は生き残った従者とともにクヴァルクヴァレ2世の衛兵に拘束された。ギオルギ8世の甥コンスタンティネ2世は捕囚から逃れジョージア王国軍を指揮したが、クヴァルクヴァレ2世がゴリを包囲する前に北へ逃げることを余儀なくされ、その後ジョージア西部へと逃れた。ギオルギ8世はアハルツィヘに投獄され、ジョージアの王としてのギオルギ8世の治世は終わりとなった。

### 投獄と釈放

ギオルギ8世による布告文

王国の中心となる存在がいなくなったため、王国は深刻な状態まで悪化した。ギオルギ8世が捕縛され、コンスタンティネ2世もジョージア西部の逃れたため、王位は空席状態となった。ギオルギは1466年初頭までクヴァルクヴァレ2世の人質となり、サムツヘに拘束された。1466年2月、イメレティ王バグラト2世は軍を率いてトビリシに入城した。バグラト2世はカトリコス総主教ダヴィト4世に農村を献上し、ギオルギを人質とした上で、「バグラト6世」としてジョージア王に戴冠した。バグラト6世は、カヘティの反抗的な地域を除く王国の大部分を支配し、ディドエティの貴族ダヴィトをカヘティの領主として任命した。
クヴァルクヴァレ2世はバグラト6世の台頭を支持したが、一方で新たなジョージア国王の力が増加することを恐れた。サムツヘ公国にとって王国の安定は、誰が王位に就いているかに関わらず、ジャケリ家が独立を狙う上での脅威となった。サムツヘ公国のアタベグ（現代の歴史家によると、このアタベグはクヴァルクヴァレ2世とされている。ヴァフシティ・バグラティオニは、クヴァルクヴァレ2世の息子バアドゥルであるとの見解を示している）は、ギオルギ8世との交渉に合意した。ギオルギはサムツヘ公国の反逆を許し、アハルツィヘの自治権を保証し、ギオルギの身の自由と引き換えにジョージア西部の統治権主張を止めることを約束した。当時ギオルギはトビリシでネスタン＝ダレジャンと結婚していたが、ギオルギはアタベグの娘であるタマル・ジャケリとの結婚を余儀なくされたという説もある。
ギオルギはサムツヘ公国で軍の責任者となりé、1466年にカルトリへの侵入を試みたが、ギオルギの復権を恐れた地元貴族らによる強い抵抗にあった。カルトリで敗北したギオルギは、アタベグ。ジョージア東部の地域においてギオルギは、カヘティやヘレティの中小貴族から支持を受けた。これは、かつてギオルギがカヘティを治めていた時の功労によるものであった。その後ギオルギは、ディドエティのダヴィトに反抗した。ダヴィトはバグラト6世による軍事的支援を受けたが敗北し、ギオルギはダヴィトをカヘティの山岳地帯に追放した。ギオルギは権力強化のためカヘティに留まらざるを得なくなり、戦いを継続することができなかった。サムツヘ公国のアタベグは、公国に戻って独立を宣言した。ギオルギがカヘティに留まったことで、ジョージア王国の分裂は深まることとなった。

### カヘティの王

分裂後のジョージア王国

ギオルギは1466年、ジョージア東部における宗教の中心地ボドベ修道院にてカヘティの王に戴冠し、ギオルギ1世として、12世紀に滅んだ「カヘティ王国」を復活させた。だがギオルギ1世の王権はなかなか認められず、山岳地帯に追放したディドエティのダヴィトからは身を自由にすることと引き換えに王として承認されたが、カヘティ北部はジョージア王国に服従し続けることを対外的な立場とした。そのためヘヴスレティ、トゥシェティ、プシャヴィはギオルギを単なるカヘティの領主と見なしていた。これらの領主は、後にギオルギ1世がジョージア王バグラト6世と合意を取り交わしたことで、名目上ギオルギ1世の支配下に入った。
ギオルギ1世はカヘティの独立という考え反抗する上級貴族らに直面したことから、農民階級から村単位の小領主、そしてかつての敵であったジョージア王バグラト6世と同盟を結んだ。バグラト6世は1467年頃にカヘティ王国を独立した王国として承認したが、その引き換えとして、ジョージア王国の王位を主張するコンスタンティネ2世との紛争における軍事提携を結んだ。ギオルギ1世とバグラト6世とともにカルトリを侵攻し、コンスタンティネ2世を王国の中心部から追い出し、バグラト6世がトビリシと王冠を奪還することを支援した。バグラト6世はその後、カヘティで抵抗する貴族を捕らえ、ギオルギ1世の権力固めを支援するためジョージア王国軍の分遣隊を派遣した。

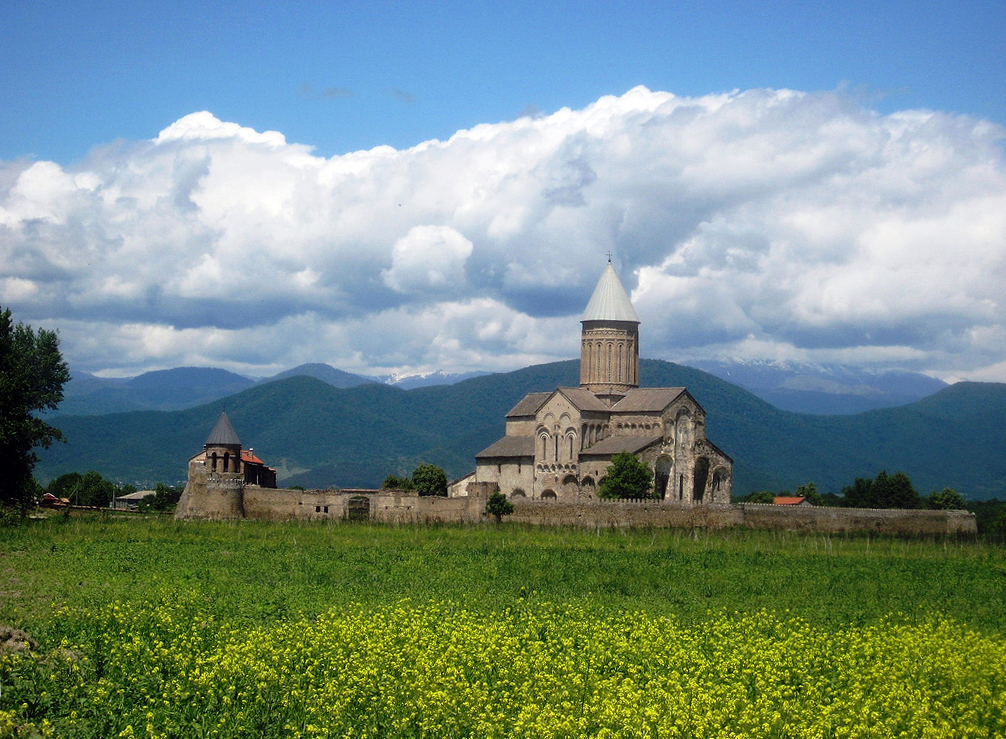
アラヴェルティはギオルギ1世の治世において、カヘティ王国の宗教上の首都となった。

1470年にディドエティのダヴィトを王位に就かせようとする反乱があり、ギオルギ1世は貴族の権力を終わらせるためにカヘティの統治システムを改革することを決意した。ギオルギ1世は半自治の公国を廃止し、キジキ、エリセニ、ツケティ、ディドエティ、チアウリ、シルダ、クヴァレリ、マルツコピ、グレミ、パンキシといった県を設置した。各県には国王によって任命されたモウラヴィ（知事）が置かれ、モウラヴィは税金を徴収し首都グレミに報告する責任を負った。これらの知事は定期的に置き換えられ、世襲による貴族の力を廃した。その後ギオルギ1世は軍地組織の改革を行い、王国をサドロショと呼ばれる4つの地区に分割した。各地区では国王が任命した司教が軍隊を率いた。軍が世襲貴族によって率いられるジョージア西部とは大きな違いとなった。
またギオルギ1世は、アラヴェルディ修道院の修道院長を主教の地位に引き上げ、主教区を提供し、彼を他の地域の主教たちの長とした。カヘティはジョージア正教会の権威を認めていたが、ギオルギ1世の改革により、カヘティはカトリコス管轄区の自治正教会となった。ギオルギ1世はカヘティ王国の首都をグレミと定めて都市の拡大および強化を図り、ヘレティについてはその名前と自治権を廃止した。これら一覧の改革により、カヘティ王国内では平和と安定を数十年に渡って維持することに成功し、カルトリとイメレティが18世紀まで対応に苦しむことになる反抗的貴族による諸問題を排除した。
カヘティは白羊朝のペルシャと国境を接しており、カヘティを取り巻く国際情勢は複雑なままであった。白羊朝のウズン・ハサンはすぐにカヘティ王国へ侵入し、ヘルキ、サグラモ、マルツコピ、ティアネティを次々と破壊した。ギオルギ1世は平和を確保するため、ウズン・ハサンを宗主国として認めざるを得なくなり、男女の奴隷を毎年納めなくてはならなくなった。1470年代、テュルク人がこの地域を荒らし回ったとき、隣国カルトリは援助を申し出たがギオルギ1世はこれを拒否し、外交手段を通じて王国の平和を確保した。ヴァフシティ・バグラティオニによると、ギオルギはジョージアの他の地域を征服することを試み、人生の残り数年間を費やしたが、その願いが叶うことはなかった。
ギオルギは1476年に死去した。具体的な日付は不明である。カヘティの王冠は、ギオルギ1世が1460年以降に副王として指名していた第一王子アレクサンドレ1世に継承された。

## 結婚と子孫

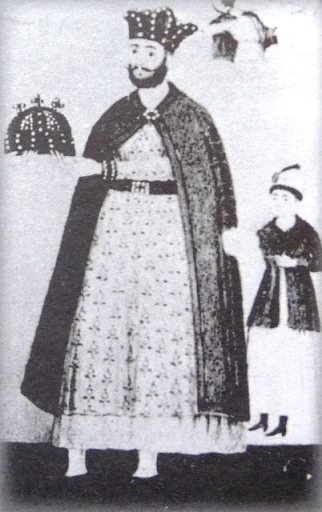
スヴェティツホヴェリ大聖堂のフレスコ画に描かれたギオルギと長男アレクサンドレ

ギオルギ8世に関する研究において、彼の家族に関する情報はジョージアの歴史学における議論の対象となっている。現代にある史料では、ギオルギ8世の王妃として2つの名前――「タマル」と「ネスタン＝ダレジャン」――が登場している。1453年8月7日付の勅許状には「我々の王妃、諸王妃の女王、タマル王妃」の記載があり、彼女は少なくともギオルギ8世の子供のうち、何人かの母親である。1458年、1460年、1463年の王室文書には、ダリア王妃（ネスタン＝ダレジャン）と、ギオルギ8世の長男アレクサンドレの名が記載されている。
系図学者キリル・トゥマノフは「タマル」と「ネスタン＝ダレジャン」は同一人物であり、ギオルギの従妹であり、叔父バグラトの娘であると述べている。トゥマノフによれば、複数の名前を持つことはジョージアの上流階級では一般的であるとされる。ジョージアが複数の文化を持っていることに由来し、「タマル」はヘレニズム・キリスト教の文化の名前であり、「ネスタン＝ダレジャン」はイラン・コーカサスの文化の名前である。
だが他の歴史家は、『ジョージア年代記』の言い伝えに従い、ギオルギ8世が2度の結婚をしたと考えている。ドナルド・レイフィールドの説では、タマルはギオルギ8世の2番目の妻であり、サムツヘ公クヴァルクヴァレ2世の娘であり、ギオルギ8世がクヴァルクヴァレ2世によって投獄された際に強制的に結婚させられたとしている。またタマルの長男で王位継承権のあったヴァフタングの失踪に関する王室文書の時代のずれについても説明している。その他、ダリア王妃は2番目の妻であり、カヘティ王アレクサンドレ1世の治世中に王太后の地位を与えられたという説もある。いずれの説についても、カヘティ王アレクサンドレ1世がギオルギ8世の長男であり、ダリアの息子であることを示す確定的な証明には至っていない。
ギオルギ8世には、少なくとも次の子供がいたと考えられている。
- アレクサンドレ（グルジア語版）（生年:1445年または1456年頃、没年:1511年） - ジョージアの副王（1460年–1465年）、カヘティ王（1476年–1511年）。[66]
- ヴァフタング（生年:1445年頃、没年:1510年以前） - 「地方王」。「グルカン」という名の女性と結婚した。[68]
- ミリアム（1465年頃に存命） - アラグヴィ公国（グルジア語版）のヴァメク公の息子ギオルギ・シャブリゼと結婚。キリル・トゥマノフによると、1451年に東ローマ皇帝コンスタンティノス11世パレオロゴスと婚約した娘と同一人物であるとしている。[69]

## 遺産

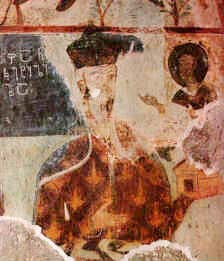
キンツヴィシ修道院にあるザザ・パナスケルテル＝ツィツィシヴィリのフレスコ画。ザザはギオルギ8世の支援の下、ジョージア王国内で数多くの文化的プロジェクトに取り組んだ。

ギオルギ8世の治世は、15世紀ヨーロッパで最も大きな出来事であるコンスタンティノープルの陥落の時代と重なっている。
1453年に東ローマ帝国が征服され、その後1461年にトレビゾンド帝国が征服された出来事は、ジョージア王国の隣国にオスマン帝国という新たな敵が出現したことを意味する。オスマン帝国はジョージア王国に対して、軍事的脅威だけでなく、商業的脅威をももたらした。
コンスタンティノープルを経由する商業ルートが切断されたことで、イタリア海事共和国という貿易相手国から隔絶されることになった。これによってジョージア王国には深刻な貧困化が発生し、西ヨーロッパとの新しい貿易ルートを探すことを余儀なくされた。
ジョージア王国ではギオルギ8世の治世下において、貴族の力はさらに増大した。この傾向はヴァフタング4世の時代に始まっており、その後、永続的な混乱を引き起こした。下位貴族であるアズナウリは大きな自治権を獲得し、王国への税金の支払いを拒否することすらあった。忠誠心の低い貴族は半ば独立した状態となり、領地に対する王国の管轄権を認めることを拒否し、1462年にはサモカラコのバグラト公が王位を簒奪する動きを支持した。サムツヘ公国の独立宣言と、事実上の独立した公国の領主という新しい貴族階級タヴァディの出現によって、ジョージア王国の分裂は最終局面を迎えた。そしてギオルギ8世は、統一状態にあったジョージア王国における最後の王となった。分裂が正式なものとなったのは1490年のことであった。一方、カヘティ王国でのギオルギ1世としての治世は、一連の改革とそれに続く長期の安定を示した。カヘティ国王としてのギオルギ1世は、貴族の力を減らし、忠実な臣下の地位を高めることで安定を図った。これはイメレティ王国やカルトリ王国で起こった混乱とは対照的であった。この政策はカヘティ王国に、平和の維持だけではなく、王国の人口増加にも寄与した。
文化面では、クヴァルクヴァレ2世との戦争中にジョージア王国へ避難したサムツヘの貴族ザザ・パナスケルテル＝ツィツィシヴィリを保護した。ザザは医学書『カバルディアニ』の執筆、内カルトリのムドゾヴレティにある南コーカサス文化センターの設立、そしてキンツヴィシ修道院の修復を行った。エルサレムでは、ベエナ・チョロカシヴィリを十字架修道院の修道院長に任命した。チョロカシヴィリは聖地におけるジョージア人の影響力を拡大し、エルサレムの聖ヤコブ主教座聖堂からフランスのカトリック教徒やアルメニアの正教会を追い出した。ヴァニ洞窟にはジョージア王国分裂時代の文化遺産が残っている。王国分裂時の内戦の際、特に1460年代はサムツヘの領外へと多くの小貴族が亡命したが、その際に難民貴族の妻によって書かれた詩の彫刻が洞窟の小聖堂に残されている。
イタリアのエマヌエーレ・リッツァルディによる小説『最後のパレオロゴス』（2017年）では、東ローマ帝国の崩壊時のジョージアが舞台として描かれ、ギオルギ8世は主人公に敵対する主要人物の一人として登場している。ただし史実とは異なり、イメレティ公であり、王位簒奪者として言及されている。

## 史料の不確実性
ギオルギ8世の生涯は、複数の史料の間で矛盾した記述があることで知られ、様々な説が唱えられている。
中世ジョージアの君主の生涯に関する最大の史料である『ジョージア年代記』では、ギオルギ8世に関しての在位期間、家族、そして年表に至るまで、大部分に混乱が見られる。18世紀ジョージアの歴史家ヴァフシティ・バグラティオニは著者不明の伝記を参考に、ギオルギ8世の治世を短く10年としている。他方、19世紀フランスの東洋学者マリー＝フェリシテ・ブロッセはギオルギ8世の治世を24年としている。この24年は、父アレクサンドレ1世の退位（1442年）からギオルギ8世の死（1476年）までの期間と一致している。ギオルギ8世が署名した最古の勅許状は、ヴァフタング4世の死から1年に満たない1447年に遡るが、1449年の勅許状には特段の説明なくギオルギ8世の治世が5年目であると記載されているため、ギオルギ8世は1444年に王位に就いていたとも推測できる。また特段の説明はないが、別の勅許状では1454年がギオルギ8世の治世15年目であるとの言及もある。
20世紀北アイルランドの歴史学者W・E・D・アレンは中世の資料に基づき、コンスタンティネ1世の息子で1408年から1412年まで副王となったギオルギ王子を『ジョージア年代記』で王と見なしていることから、ギオルギ8世をギオルギ9世としている。この説は現代の歴史学者によって反駁されている。アレンのこの説によると、ギオルギ8世は兄ヴァフタング4世の後の1446年に即位したのではなく、弟のディミトリ3世の没後の1453年に戴冠したとされる。さらにギオルギ8世は将来のコンスタンティネ2世の父となり、1471年にカヘティ王となり、ディドエティのダヴィト（おそらくディミトリ3世の息子）の後を継ぎ、1492年まで統治した。ディドエティのダヴィトに関する存在は依然として議論の対象となっているが、現代の歴史学者はディドエティのダヴィトに対して王の称号を与えておらず、ギオルギ8世との親族関係も肯定していない。同じ史料によると、ダヴィト8世は1469年に崩御したと記載されている。
『ジョージア年代記』ではカヘティ王国の王として明確に、ギオルギの後継としてヴァフタングの名を記している。マリー＝フェリシテ・ブロッセはこのヴァフタングについて、イメレティ王バグラト3世の弟で、16世紀初頭にバグラト3世と対立したヴァフタング王子であると特定しているが、カヘティ王国の関連については不明となっている。